# NGC 1207
NGC 1207 is een spiraalvormig sterrenstelsel in het sterrenbeeld Perseus. Het hemelobject werd op 18 oktober 1786 ontdekt door de Duits-Britse astronoom William Herschel.

## Synoniemen
- PGC 11737
- UGC 2548
- MCG 6-7-43
- ZWG 524.55
- KCPG 87
- IRAS03050+3811